# Matur
Matur (ros. Матур) – wieś (sieło) w Rosji, w Chakasji, w rejonie tasztypskim. W 2010 liczyła 1231 mieszkańców.